# Hans Daniel Johan Wallengren
Hans Daniel Johan Wallengren (Lund, 8 de junho, 1823 - 25 de outubro, 1894) foi um entomologista sueco.